# 城木すみれ
城木 すみれ（しろき すみれ、1922年3月18日 - 没年不詳）は、栃木県出身の女優。本名は田仲 美知子（たなか みちこ）。

## 来歴・人物
宇都宮裁縫女学校を卒業。
1938年、大都映画に入社。同年、『変化小姓組』で映画デビュー。以降、『鞍馬獅子』など多くの作品に出演する。
戦後に出演した作品は、1948年の黒澤明監督映画『醉いどれ天使』と1951年の久松静児監督映画『宮城広場』の2本のみ。

## 出演作品
- 変化お小姓組（1938年、大都）
- 野狐三次春霞初出の纏（1938年、大都）
- 女傑黒騎士（1938年、大都）
- 本朝怪猫伝（1939年、大都） - 織江の侍女
- 女片手無念流 前篇・後篇（1939年、大都）
- 剣侠不知火（1939年、大都）
- 伊予噺刑部狸（1939年、大都）
- 大岡政談 鞍馬獅子（1939年、大都）
- 宵祭り千両婿（1939年、大都）
- 槍供養（1939年、大都）
- 薩南大評定 後篇（1939年、大都）
- 姉に泣く（1939年、大都）
- 白妖姫（1939年、大都）
- 韋駄天数右衛門（1939年、大都）
- 風雲大江戸絵巻（1940年、大都）
- 竜騎地雷火組（1940年、大都）
- 隠密三国誌 前篇（1940年、大都）
- 仁侠小団治格子（1940年、大都）
- 隠密三国誌 後篇（1940年、大都）
- 花吹雪五十三次（1940年、大都）
- いろはの左近捕物帳 第三話 名剣受難（1940年、大都）
- 春雨宿場 東海遊侠伝 第四話（1940年、大都）
- 評判浪花祭（1940年、大都）
- 日本巌窟王 前・後篇（1940年、大都）
- 勇肌江戸っ子千両（1940年、大都）
- 美男葛 前・後篇（1940年、大都）
- 天保水滸伝（1940年、大都）
- 風雲男一代（1940年、大都）
- 銀五郎裸勝負（1940年、大都）
- 卍巴近江八景（1940年、大都）
- 隠密縁起 前・後篇（1940年、大都） - 乞食娘・お蝶
- 愛情の権利（1940年、大都）
- 青空太平記（1940年、大都）
- 清水二十八人衆（1940年、大都）
- 文明手風琴（1940年、大都）
- 千代鶴剣士（1940年、大都）
- 建設一代男（1941年、大都）
- 両国誉れの名槍（1941年、大都）
- 戦雲鶴ケ城（1941年、大都）
- お小夜悲願 前・後篇（1941年、大都） - 妹・お小夜
- 旗本隠密（1941年、大都）
- 風雲（1941年、大都） - 深雪
- 大閤への使者（1941年、大都）
- 塚原卜伝（1941年、大都）
- 神州天馬侠 前・後篇（1941年、大都） - 咲耶子
- 石松の結婚（1941年、大都）
- 黒潮鬼 前・後篇（1941年、大都） - 小百合
- 五人の看護婦（1941年、大都）
- 南国回天記（1941年、大都）
- 祝言前夜（1942年、大都）
- 決戦般若坂（1942年、大都）
- 風雪の春（1942年、大映第一） - 中谷里子
- 酔いどれ天使（1948年、東宝） - 姉御
- 浅草の肌（1950年、大映東京）
- 宮城広場（1951年、大映東京） - お竹